# Tetragoniomycetaceae
Tetragoniomycetaceae är en familj av svampar. Tetragoniomycetaceae ingår i ordningen gelésvampar, klassen Tremellomycetes, divisionen basidiesvampar och riket svampar.
|                      | Sirobasidiaceae                   |
|                      |                                   |
|                      | Rhynchogastremataceae             |
|                      |                                   |
|                      | Phragmoxenidiaceae                |
|                      |                                   |
|                      | Hyaloriaceae                      |
|                      |                                   |
|                      | Cuniculitremaceae                 |
|                      |                                   |
|                      | Carcinomycetaceae                 |
|                      |                                   |
| Tetragoniomycetaceae | \| \| Tetragoniomyces \| \| \| \| |
|                      | \| \| Tetragoniomyces \| \| \| \| |
|                      | Tremellaceae                      |
|                      |                                   |
|                      | Trichosporonaceae                 |
|                      |                                   |
|                      | Kwoniella                         |
|                      |                                   |
|                      | Sigmogloea                        |
|                      |                                   |
|                      | Xenolachne                        |
|                      |                                   |
|                      | Tremellina                        |
|                      |                                   |
|                      | Tetragoniomyces                   |
|                      |                                   |

|  | Tetragoniomyces |
|  |                 |